# Steinhöfel
Steinhöfel è un comune di 4 510 abitanti del Brandeburgo, in Germania. Appartiene al circondario dell'Oder-Sprea ed è parte dell'Amt Odervorland.

## Storia
Il 31 dicembre 2001 vennero aggregati al comune di Steinhöfel i comuni di Arensdorf, Beerfelde, Hasenfelde, Heinersdorf, Jänickendorf, Schönfelde e Tempelberg.
Nel 2003 vennero aggregati al comune di Steinhöfel i comuni di Buchholz, Demnitz e Neuendorf im Sande.

## Monumenti e luoghi d’interesse
Un elemento straordinario nella comunità è la grande tenuta di Steinhoefel, il XVIII secolo è stata acquistata da Joachim von Blumenthal, un nobile prussiano, come una casa padronale e successivamente esteso al castello.

## Società

### Evoluzione demografica
- Sviluppo della popolazione dal 1875 entro gli attuali confini (Linea Blu: Popolazione; Linea puntata: Confronto dello sviluppo della popolazione dello stato del Brandenburgo; Sfondo grigio: Ai tempi del governo nazista; Sfondo rosso: Al tempo del governo comunista)
- Sviluppo recente della popolazione (Linea blu) e previsioni

| Anno | Abitanti |
| ---- | -------- |
| 1875 | 5 184    |
| 1890 | 4 700    |
| 1910 | 5 040    |
| 1925 | 5 159    |
| 1933 | 5 007    |
| 1939 | 4 609    |
| 1946 | 5 697    |
| 1950 | 6 196    |
| 1964 | 5 462    |
| 1971 | 5 569    |
| 1981 | 4 982    |

| Anno | Abitanti |
| ---- | -------- |
| 1985 | 4 848    |
| 1989 | 4 746    |
| 1990 | 4 717    |
| 1991 | 4 614    |
| 1992 | 4 526    |
| 1993 | 4 671    |
| 1994 | 4 705    |
| 1995 | 4 700    |
| 1996 | 4 728    |
| 1997 | 4 711    |

| Anno | Abitanti |
| ---- | -------- |
| 1998 | 4 779    |
| 1999 | 4 762    |
| 2000 | 4 784    |
| 2001 | 4 739    |
| 2002 | 4 700    |
| 2003 | 4 687    |
| 2004 | 4 675    |
| 2005 | 4 647    |
| 2006 | 4 664    |
| 2007 | 4 626    |

| Anno | Abitanti |
| ---- | -------- |
| 2008 | 4 597    |
| 2009 | 4 552    |
| 2010 | 4 507    |
| 2011 | 4 378    |
| 2012 | 4 322    |
| 2013 | 4 379    |
| 2014 | 4 377    |
| 2015 | 4 474    |
| 2016 | 4 371    |
| 2017 | 4 412    |

| Anno | Abitanti |
| ---- | -------- |
| 2018 | 4 448    |
| 2019 | 4 495    |

Fonti dei dati sono nel dettaglio nelle Wikimedia Commons..

## Geografia antropica
Steinhöfel è suddiviso in 12 frazioni (Ortsteil):
- Arensdorf (con la località Dorotheenhof)
- Beerfelde (con la località Ausbau Beerfelde)
- Buchholz
- Demnitz (con le località Vorwerk Demnitz e Demnitzer Mühle)
- Gölsdorf
- Hasenfelde (con le località Vorwerk Hasenfelde e Hasenwinkel)
- Heinersdorf (con le località Behlendorf, Heinersdorfer Vorwerk e Fritzfelde)
- Jänickendorf (con le località Ausbau Jänickendorf e Neue Mühle)
- Neuendorf im Sande (con le località Margaretenhof, Gutshof e Bahnhofsiedlung)
- Schönfelde
- Steinhöfel (con le località Charlottenhof e Altes Vorwerk)
- Tempelberg